# Scuola elementare Edmondo De Amicis
La scuola elementare Edmondo De Amicis è un edificio scolastico storico della città di Porto Torres. È intitolata allo scrittore Edmondo Mario Alberto De Amicis.

## L'edificio

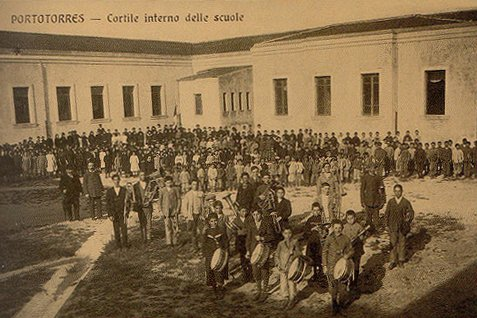
Il cortile interno della scuola

È l’edificio scolastico più antico della città di Porto Torres ancora in uso, l’unico fino al 1954. La storia dell’Istituto iniziò nel 1907 quando l’allora sindaco Salvatore Masala, rilevata la carenza di locali scolastici a seguito dell’aumento della popolazione, chiese al Consiglio Comunale di deliberare la costruzione di un nuovo caseggiato. Nel gennaio 1908 fu incaricato a redigere il progetto l’Ing. Eugenio Serra. L’appalto dell’opera venne affidato all’impresario Gerolamo Piu il 14 giugno 1910. I lavori di costruzione durarono quasi due anni, dal 23 ottobre del 1910 al 20 giugno 1912. Durante la seconda guerra mondiale venne costruito al disotto della struttura un rifugio antiaereo, rimasto abbandonato per lungo tempo per poi essere stato bonificato e designato come sede per mostre temporanee. L'edificio è caratterizzato da un grosso giardino interno, realizzato poiché, secondo le circolari scolastiche dell'epoca, era obbligatorio insegnare agli studenti anche le tecniche agrarie.
Dagli inizi del XXI secolo ad oggi l'edificio, in precario stato di conservazione, risulta essere sotteso all'interno di un dibattito riguardante sia il suo sempre più urgente restauro che il suo eventuale cambio di destinazione d'uso, rimasto invariato per più di cento anni.
Rientra fra gli edifici trattati dal progetto Monumenti aperti.

### Il rifugio antiaereo
Si apre al di sotto della scuola elementare. Come gli altri rifugi antiaerei della città fu utilizzato durante la seconda guerra mondiale per proteggere i civili dai numerosi bombardamenti di quel periodo. Spesso viene usato come spazio espositivo in occasione di mostre temporanee.